# 여자들의 은밀한 파티
《여자들의 은밀한 파티》는 MBC에서 2020년 7월 11일부터 방송중인 예능 프로그램이다.
노래도 만들고 화보도 찍었다.
나 혼자 산다의 조지나(박나래), 사만다(한혜진), 마리아(화사)가 한다.

## 출연자
- 박나래 (조지나)
- 화사 (마리아)
- 한혜진 (사만다)